# Hugo Diógenes Piucill
Hugo Diógenes Piucill (f. General Roca, 23 de marzo de 2003) fue un político argentino, perteneciente a la Unión Cívica Radical y luego al ARI, que se desempeñó como diputado nacional por la provincia de Río Negro, entre 1983 y 1987. Como parte de los enviados legislativos, integró la Comisión Nacional sobre la Desaparición de Personas.

## Carrera
Reconocido como defensor de los derechos humanos, fue designado como parte de los legisladores del congreso que se desempeñarían en la Comisión Nacional sobre la Desaparición de Personas, a finales de diciembre de 1983. Si bien la idea de Raúl Alfonsín era incluir también senadores y otros legisladores del Partido Justicialista, este partido se oponía a la comisión —teniendo mayoría en el Senado—, por lo finalmente la comisión legislativa fue integrada por, además del biografiado, Santiago Marcelino López y Horacio Hugo Huarte, todos diputados radicales. Se trasladó con Magdalena Ruiz Guiñazú a Madrid, donde recibían denuncias al respecto de los desaparecidos. En esa época se desempeñaba, además, como presidente de la Cámara Argentina de Solidaridad con el Pueblo Chileno (CASCHI), que tenía como fin ayudar a los exiliados chilenos del régimen de Pinochet en el país.
Fue el único diputado radical que votó en contra de las leyes de Obediencia Debida y Punto Final. Se alejó de la Unión Cívica Radical en la década del 2000. cuando asumió la presidencia Fernando de la Rúa. Decidió pasarse al recién creado partido Afirmación para una República Igualitaria, del cual fue su organizador en Río Negro.
Falleció tras una larga enfermedad en marzo de 2003.